# Theatre of Pain
Albums de Mötley Crüe
Shout at the Devil Girls, Girls, Girls
Singles
1. Smokin' in the Boys Room
Sortie : 24 juin 1985
2. Home Sweet Home
Sortie : 30 septembre 1985
3. Keep Your Eye on the Money
Sortie : 1986 (Espagne)

Theatre of Pain est le 3e album du groupe de glam metal Mötley Crüe. Il est sorti le 21 juin 1985 sous le label Elektra Records.
Theatre of Pain a marqué un changement dans le style musical du groupe qui est devenu plus glam metal que heavy metal, autant dans le son que dans l'image. La chanson "Home Sweet Home" qui apparaît sur l'album est considérée comme une des plus grandes power-ballad de tous les temps. Elle a d'ailleurs inspiré plusieurs groupes de hard rock et de heavy metal des années 1980. Sur l'album, on peut aussi voir la chanson "Smokin' in the Boys Room" qui est une reprise du groupe Brownsville Station.

## Les titres
| 1.  | City Boy Blues             | Sixx, Neil, Mars      | 4:10 |
| 2.  | Smokin' In the Boys' Room  | Koda, Letz            | 3:27 |
| 3.  | Louder Than Hell           | Sixx                  | 2:32 |
| 4.  | Keep Your Eye on the Money | Sixx                  | 4:40 |
| 5.  | Home Sweet Home            | Sixx, Neil, Lee       | 3:59 |
| 6.  | Tonight (We Need a Lover)  | Sixx, Neil            | 2:37 |
| 7.  | Use It or Lose It          | Sixx, Neil, Mars, Lee | 2:39 |
| 8.  | Save Our Souls             | Sixx, Neil            | 4:13 |
| 9.  | Raise Your Hands to Rock   | Sixx                  | 2:48 |
| 10. | Fight For Your Rights      | Sixx, Mars            | 3:50 |

### Réédition 2003
L'album a été ré-édité en 2003 avec des chansons bonus :   
- "Home Sweet Home" (Version démo)
- "Smokin' in the Boys' Room" (Solo de guitare alternatif)
- "City Boy Blues" (Version démo)
- "Home Sweet Home" (Instrumental)
- "Keep Your Eye on the Money" (Version démo)
- "Tommy drum piece from Cherokee Studios" (Bonus)
- "Home Sweet Home" (Vidéo)

Smokin' In the Boys' Room : chanson du groupe Brownsville Station

## Personnel
- Vince Neil - Chant, harmonica
- Mick Mars - Guitare
- Nikki Sixx - Basse, claviers et chœurs
- Tommy Lee - Batterie, piano & chœurs